# Nagy Tamás (közgazdász)
| Nagy Tamás                                | Nagy Tamás |
| Kattints az alábbi külső linkek egyikére! | Kattints az alábbi külső linkek egyikére! |
| ----------------------------------------- | --- |
| Nem található szabad kép.(?)              | |
| külső link · jogvédett                    | Kitüntetés. 1989. szeptember 21. Dr. Nagy Tamás, a közgazdaságtudomány doktora, a Magyar Tudományos Akadémia Közgazdaságtudományi Intézetének nyugalmazott igazgatóhelyettese, aki 75. születésnapja alkalmából, tudományos életművének elismeréseként a Magyar Népköztársaság Zászlórendje kitüntetésben részesült. Az elismerést szeptember 21-én a Központi Állami Kórházban dr. Nagy Tamás betegágyánál Straub F. Brúnó, az Elnöki Tanács elnöke adta át. MTI Fotó: Varga László |

Nagy Tamás (Budapest, Erzsébetváros, 1914. szeptember 21. – Budapest, 1993. december 29.) magyar közgazdász, egyetemi tanár, rektor, az MTA doktora.

## Életpályája
Nagy (Neuspiel) Salamon (1878–1944) ügyvéd és Szende Lujza (1884–1937) fiaként született. 1932–1933-ban a bécsi kereskedelmi akadémián tanult, majd 1936-ban elvégezte a Királyi Magyar Pázmány Péter Tudományegyetem jogi karát, és kistisztviselőként helyezkedett el. 1936-tól a Magyarországi Szociáldemokrata Párt tagjaként marxista szemináriumokon adott elő. 1945 után az MKP, majd az MDP tagja lett, és politikai gazdaságtant oktatott a pártfőiskolán. Az 1948-ban létrehozott Marx Károly Közgazdaságtudományi Egyetem egyik fő szervezője 1948-tól, majd kurátora (rektora). Rudas László halála 1950. április 29. után nevezték ki kurátornak. Ő fordította magyarra Marx Tőkéjét. 1954-től az MTA újonnan létrehozott Közgazdaság-tudományi Intézetében dolgozott, a gazdasági mechanizmussal foglalkozó osztály vezetője, majd az intézet igazgatóhelyettese volt, de tovább tanított a közgazdaság-tudományi egyetemen is. Munkatársaival együtt már a központi tervutasításos rendszer anomáliáit, súlyos belső ellentmondásait vizsgálta. Nagy része volt abban, hogy az akkori Közgazdasági Intézet a reformgondolatok kialakításának műhelyévé vált. 1954-től – a Nagy Imre reformpolitikája nyújtotta lehetőséget kihasználva – a közgazdasági gondolkodás megújítása céljából létrehozott Közgazdasági Szemle című szakmai folyóirat szerkesztőségében is aktív szerepet játszott.
„Nagy Tamás, marxista közgazdász professzor, az MKKE alapítója, az MTA Közgazdaságtudományi Intézetének akkori főosztályvezetője a Szabad Nép 1955. szeptember 30-i számában Meghalt Heller Farkas címen emlékezett meg a korszak kiváló tudósáról. Nagy Tamás megemlékezését csaknem teljes terjedelmében már csak bátorságáért is érdemes közölni. „Hetvenkilenc éves korában meghalt Heller Farkas ... egyetemi tanár, a polgári közgazdaságtannak egyik külföldön is elismert magyar tudósa. Az ellenforradalmi korszak Magyarországának nívótlan polgári közgazdaság-tudományában Heller Farkas a tudományos nívót képviselte, s mind tudományos munkásságában, mind emberi magatartásában fejjel kimagaslott társai közül. Élete fő munkája a Közgazdasági elméletek története. Ez a mű a különböző összefoglaló polgári elmélettörténeti művek közül kitűnik alapos anyagismeretével, tudományos tárgyilagosságra való törekvésével és jól átgondolt rendszerezésével... Nagy tudása, szerénysége, érdekes és magas színvonalú előadásai miatt hallgatói tisztelték és szerették. Heller Farkas a hanyatló kapitalizmus polgári közgazdaság-tudományának, ezen belül az úgynevezett osztrák iskolának volt és maradt a képviselője, tehát annak az iskolának, amely a gazdasági élet jelenségeinek törvényszerűségeit az egyén szubjektív értékbecsléseiből kiindulva akarta megmagyarázni. Ez az idealista és történelemellenes szemlélet természetesen őt is megakadályozta abban, hogy a tőkés gazdaság objektív folyamatainak mélyére hatoljon, s valóságos törvényszerűségeit felismerje. Heller Farkasban azonban mindvégig megmaradt a tudományos érdeklődés az új iránt. Hazánk felszabadulása után szembetalálkozott a marxizmussal, mint élő hatóerővel, s arra törekedett, hogy az eddiginél mélyebben ismerkedjék meg a marxizmus-leninizmus közgazdaságtanával.”
1956 májusában ő volt az egyik vitavezető a Petőfi Kör kétfordulós közgazdasági vitáján. Jelen volt Nagy Imre 60. születésnapján rendezett ünnepségén. 1956. november 21-én részt vett a Magyar Értelmiség Forradalmi Bizottságának megalapításában. A többpártrendszer melletti állásfoglalása és revizionistának minősített elméleti tanulmányai miatt 1956 után nem vették át az MSZMP-be, és csak 1964-ben lett újra párttag. 1952-ben kandidátusi, 1968-ban akadémiai doktori tudományos fokozatot szerzett. Nyers Rezső, az MSZMP KB gazdaságpolitikai titkára meghívására 1964–1966 között a gazdasági reformot előkészítő bizottság, az ún. mechanizmustitkárság vezetője volt. 1970–1972-ben a reform tapasztalatait felülvizsgáló szakmai bizottság titkáraként dolgozott. 1981-ben nyugdíjba vonult, de továbbra is részt vett különböző közgazdasági kutatásokban, 1988–1989-ben a kormány által életre hívott gazdasági reformbizottság tagja volt. 1988-ban az Új Márciusi Front alapító tagja volt.
Péteri György a következőket írta róla. „Nagy Tamást félig viccesen „a magyar [marxista-leninista] politikai közgazdaságtan pápájának" nevezték az ötvenes és a korai hatvanas években. Habár a hatvanas évek reformkommunista diskurzusának fejlődésében jelentékeny szerepe volt, Nagy Tamás publikációiban ritkán lépett túl a marxista-leninista politikai gazdaságtan nyelvezetének és gondolkodásmódjának határain.” „Nagy igazság, hogy mindenkit annak a kornak a viszonyai alapján kell megítélni, amelyben élt. Ő a maga korában kiemelkedőt nyújtott, neve fogalommá vált. Nem véletlen, hogy megbecsülése, tekintélye mindvégig nagyobb volt, mint a legtöbb, tudományos rangban és hivatali pozícióban fölötte állóé.”

## Legfontosabb publikációi
- Marx értékelmélete. Budapest. 1946
- Imperializmus – a kapitalizmus monopolista korszaka. Szakszervezeti Tanács. Munka. 1947
- A tőke felhalmozása és a válságok. Szakszervezeti Tanács. Munka. 1947
- Népi demokráciánk gazdasága. A munka könyvtára, 15. Budapest. Népszava. 1948
- Marx Károly. A tőke: a politikai gazdaságtan bírálata. Fordította Rudas Lászlóval. Budapest. 1949–1961. 1–3 kiadás.
- A Szovjetunió tervgazdasága. Budapest. Szikra. 1948
- A politikai gazdaságtan tárgya és módszere. Budapest. Szikra. 1953
- Az árak szerepe a szocializmusban. Budapest.  Kossuth Könyvkiadó, 1960
- Mi a politikai gazdaságtan? Budapest. Közgazdasági és Jogi Könyvkiadó. 1962
- Probleme und Weiterentwicklung der ungarischen Wirtschaftsreform. Göttingen. Schwartz, 1987